# اینتگرال فارکس
اینتگرال فارکس (ترکی استانبولی: Integral Yatirim Menkul Degerler) شرکت خدمات مالی در ترکیه است، که در سال ۱۹۹۸ تأسیس شد